# Never Ever Let You Go
Never Ever Let You Go är en låt framförd av den danska musikgruppen Rollo & King. Låten var Danmarks bidrag i Eurovision Song Contest 2001 i Köpenhamn i Danmark. Låten är skriven av Søren Poppe, Stefan Teilmann Laub Nielsen och Thomas Brekling.
Bidraget framfördes i finalen den 12 maj och slutade där på andra plats med 177 poäng, totalt 21 poäng bakom det estländska vinnarbidraget "Everybody".